# Cantón de Châtillon-Coligny
El cantón de Châtillon-Coligny era una división administrativa francesa, que estaba situada en el departamento de Loiret y la región de Centro-Valle de Loira.

## Composición
El cantón estaba formado por doce comunas:
- Aillant-sur-Milleron
- Châtillon-Coligny
- Cortrat
- Dammarie-sur-Loing
- La Chapelle-sur-Aveyron
- Le Charme
- Montbouy
- Montcresson
- Nogent-sur-Vernisson
- Pressigny-les-Pins
- Sainte-Geneviève-des-Bois
- Saint-Maurice-sur-Aveyron

## Supresión del cantón de Châtillon-Coligny
En aplicación del Decreto n.º 2014-244 de 25 de febrero de 2014, el cantón de Châtillon-Coligny fue suprimido el 22 de marzo de 2015 y sus 12 comunas pasaron a formar parte del nuevo cantón de Lorris.